# Jan Bor
Jan Bor (Amsterdam, 15 november 1946) is een Nederlands filosoof en publicist. Hij is kenner van het werk van Henri Bergson en heeft zich - ook in praktische zin - verdiept  in Zen, gaat een dialoog met kunstenaars aan en heeft zijn sporen verdiend op het gebied van de geschiedenis van de filosofie. Maar bovenal ontwikkelt hij in zijn boeken een eigen filosofie.

## Loopbaan
Jan Bor is geboren en getogen in Amsterdam. Hij is vernoemd naar zijn vader en is een broer van Dick Bor en Christiaan Bor. Bor studeerde opvoedkunde en filosofie aan de Universiteit van Amsterdam (UvA) eind jaren 1960 en begin jaren 1970. Later, in 1990, promoveerde hij aan de Universiteit Leiden (UL) met het proefschrift "Bergson en de onmiddellijke ervaring."
Vanaf de jaren tachtig heeft Bor verschillende boeken geschreven over de geschiedenis van de filosofie. Hiernaast was hij onder andere docent aan de Academia Vitae in Deventer, en gastdocent bij de Gerrit Rietveld Academie, de Rijksakademie van beeldende kunsten, de Vrije Universiteit en de Universiteit van Amsterdam en buiten Amsterdam aan de Universiteit Utrecht, de Wageningen University & Research centre en de Universiteit Maastricht. Vanaf 1994 werkte hij ook als columnist voor het Algemeen Dagblad, waar hij tot 2002 een wekelijkse column schreef.
Sinds de jaren 1970 heeft Bor zich verdiept in het zenboeddhisme. In 1976 reisde hij hiervoor naar Japan, naar een zentempel in Kioto, waar hij in de leer ging bij Kobori Roshi. Met de filmmaker Alexander Oey maakte hij hierover enige films voor de Boeddhistische Omroep Stichting.

## Publicaties
- 1982. 25 eeuwen filosofie: Teksten, toelichtingen. Met Sytske Teppema (red). Meppel: Boom
- 1985. Wie doet mij de tekens verstaan. Wim de Haan 1913-1967 Met Dirk Ayelt Kooiman en Ton Lenders. Amsterdam: Meulenhoff / Landshoff
- 1990. Bergson en de onmiddellijke ervaring. Meppel: Boom.
- 1995. De verbeelding van het denken. Met Errit Petersma en Jelle Kingma. Amsterdam: Contact
- 2003. 25 eeuwen oosterse filosofie. Teksten / toelichting. Met Karel van der Leeuw. Amsterdam: Boom
- 2003. 25 eeuwen westerse filosofie. Teksten / toelichting. Amsterdam: Boom
- 2004. Marinus Fuit. Met Louis Ferron en Frans Duister. Venlo: Van Spijk Art projects
- 2005. Op de grens van het denken: De filosofie van het onzegbare. Amsterdam: Prometheus / Bert Bakker
- 2009. Filosofie in een notendop. (Bijna) alles wat je wilde weten. Amsterdam: Prometheus / Bert Bakker
- 2010. De moed tot het onmogelijke: Kierkegaard en zen, met Ton Lathouwers en Loes Raemakers. Rotterdam: Asoka
- 2010. Een (nieuwe) geschiedenis van de filosofie. Amsterdam: Prometheus / Bert Bakker
- 2012. Wat is wijsheid. Amsterdam: Prometheus / Bert Bakker
- 2014. De verbeelding van het denken. Geschiedenis van de westerse & oosterse filosofie. Geheel herziene en uitgebreide editie. Met Errit Petersma. Amsterdam: Contact
- 2015. Mondriaan filosoof. Amsterdam. Prometheus / Bert Bakker
- 2016. OnZen. Amsterdam. Prometheus
- 2019. Modern Modern. Amsterdam. Prometheus
- 2024. Waarnemen. Amsterdam. Prometheus

- Bibsys: 98068448
- Bibliothèque nationale de France: cb12873781r (data)
- Digitale Bibliotheek voor de Nederlandse Letteren: bor_012
- Gemeinsame Normdatei: 115858601
- International Standard Name Identifier: 0000 0000 8184 6403
- Library of Congress Control Number: n91017232
- Nationale Bibliotheek van Letland: 000020778
- Nationale Bibliotheek van Tsjechië: jn19990009806
- Nederlandse Thesaurus van Auteursnamen: 074967037
- Système universitaire de documentation: 030623154
- Virtual International Authority File: 115923989
- WorldCat: E39PBJyhgWB797BYkcVjwmXKh3